# Jean-Paul Laurens
Jean-Paul Laurens (Fourquevaux, 1838 – Paris, 1921), foi um escultor, ilustrador e pintor, um dos últimos representantes maiores do Academismo francês.
Foi aluno de Léon Cogniet e Alexandre Bida. Privilegiou os temas históricos e religiosos, buscando transmitir uma mensagem contra a opressão da monarquia e do clericalismo. Sua erudição e perfeito domínio do ofício foram muito admirados em sua época.
Recebeu numerosas encomendas oficiais, incluindo uma monumental série de obras sobre a vida de Santa Genoveva para o Panteão de Paris, a decoração do teto do Teatro Odéon e do capitólio de Toulouse. Também realizou as ilustrações para a obra Récits des temps mérovingiens de Augustin Thierry.

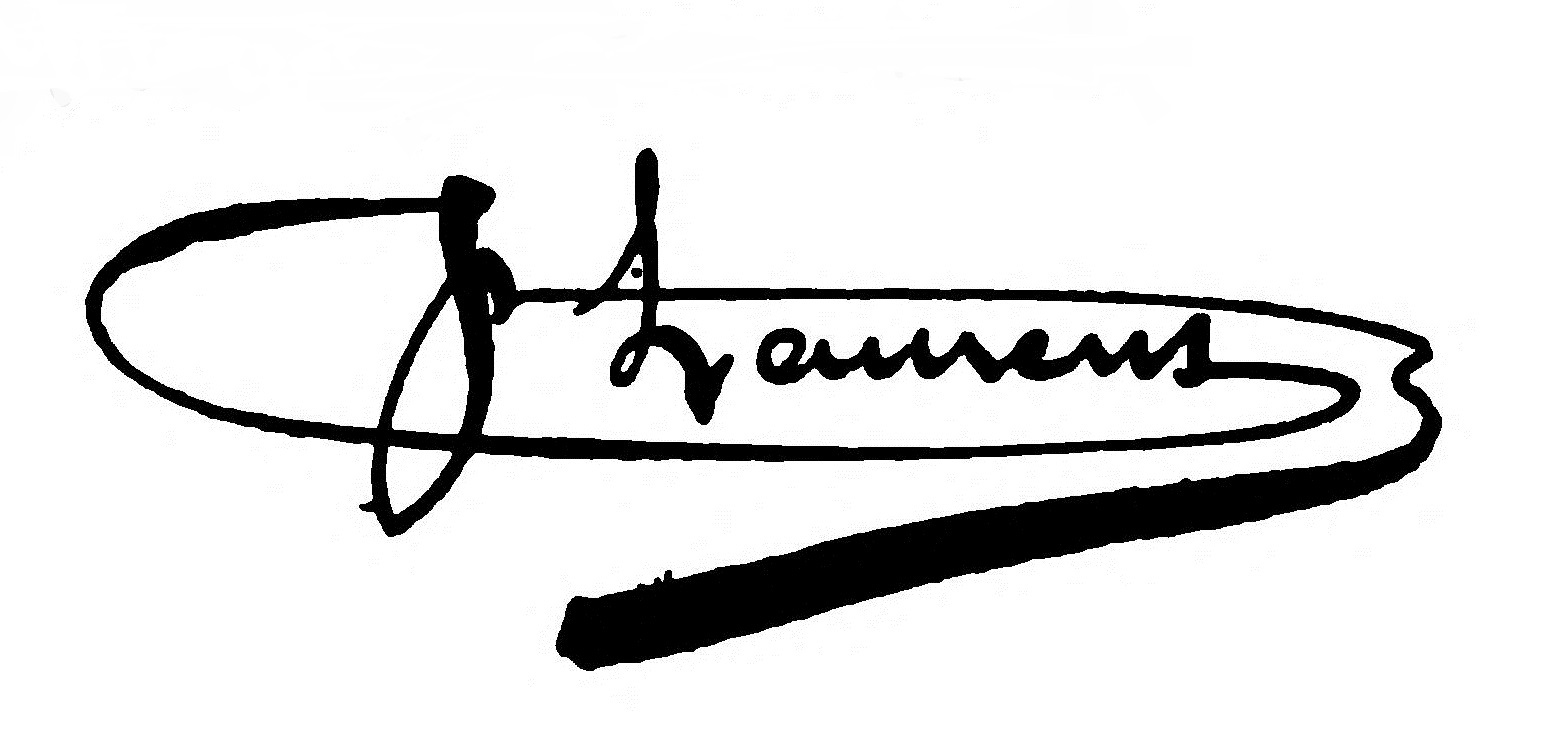
Assinatura de Jean-Paul Laurens.

Foi professor da Escola Nacional Superior de Belas Artes em Paris, e dois de seus filhos, Paul-Albert Laurens (1870-1934) e Jean-Pierre Laurens (1875-1932), foram professores na Academia Julian.